# 21441 Stevencondie
A 21441 Stevencondie (ideiglenes jelöléssel 1998 FC144) a Naprendszer kisbolygóövében található aszteroida. A LINEAR projekt keretében fedezték fel 1998. március 29-én.